# Игумнов, Сергей Дмитриевич
Сергей Дмитриевич Игумнов (14 октября [1 октября] 1900, село Дряплы, Тульская губерния — 13 декабря 1942, станица Усть-Хопёрская, Сталинградская область) — советский живописец, график, художник-плакатист, один из родоначальников и ведущих мастеров советской рекламы, художественный руководитель коллектива художников Всесоюзной торговой палаты.

## Биография
Родился в крестьянской семье в селе Дряплы Одоевского уезда Тульской губернии (сейчас село Берёзово). Переехал в Москву к отцу, Дмитрию Тимофеевичу Игумнову, который работал в московской типографии.
В 1914 году окончил курс Николаевского городского начального училища в Москве, после чего был принят в число учеников подготовительного класса Императорского Строгановского центрального художественно-промышленного училища.
В 1915 −1918 обучался в Императорском Строгановском центральном художественно-промышленном училище.
Продолжил обучение в училище в 1918 −1920 годах, когда оно было переименовано в Первые Свободные государственные художественные мастерские, и в 1920—1922 годах, когда училище носило название ВХУТЕМАС (Высшие художественно-технические мастерские). Был учеником Алексея Васильевича Грищенко и Александра Васильевича Шевченко.
Был членом объединения «Цех живописцев», которое А. В. Шевченко организовал в 1926 году из своих учеников.
В 1930-е годы начал работать в области плаката.
Работал во Всесоюзной Торговой палате, руководил коллективом художников рекламного сектора.
Вокруг него сгруппировался костяк из прекрасных мастеров своего дела: Н. Н. Жуков, В. С. Климашин, А. Н. Побединский, Н. П. Смоляк, В. Н. Сигорский, Анатолий Антонченко, Ольга Эйгес, Сергей Сахаров, Ю. М. Цейров, В. Лазурский, Александр Мандрусов, Михаил Исиченко, Евдокия Буланова, Серафим (Макс) Дворецкий, Витя Дворкинд (Виктория Ильинична Гордон), Н. А. Кравченко и Лина Кравченко.
Принимал участие в проектировании и оформлении зарубежных торгово-промышленных выставок: в Лейпциге, в Белграде (была подготовлена, но не состоялась из-за начала бомбежки Югославии фашистской Германией), в Токио, в Будапеште.
Участник Великой Отечественной войны, рядовым воевал на Сталинградском фронте.
Умер 13 декабря 1942 года в госпитале. Похоронен в станице Усть-Хоперской Сталинградской (ныне Волгоградской) области.
Имя Сергея Дмитриевича Игумнова высечено на камне в Доме Художника на Кузнецком мосту в Москве среди имен художников, героически погибших на фронтах Великой Отечественной войны.

## Семья
- Жена — Зинаида Алексеевна Игумнова (30 августа (17 августа) 1916 года, село Дряплы Одоевского уезда Тульской губернии- 27 марта 1993, Москва)
- Сын — Сергей Сергеевич Игумнов

## Творчество
Живопись и графика:
- 1919, Натюрморт, Самарский областной художественный музей
- 1924 «Пустырь», Б.Акв. Уголь, Государственная Третьяковская Галерея

Плакаты:
- 1930, Береги машину. Машина требует хороших дорог, добросовестного хранения, своевременного ремонта, умелого управления
- 1930-е, Спички «Criterion». Внешнеторговый рекламный плакат
- 1930-е, Рыбы. Внешнеторговый рекламный плакат
- 1931, Боржоми, Кавказ, СССР. Внешнеторговый рекламный плакат
- 1932, Консервы «Socra» (Осетр). Внешнеторговый рекламный плакат
- 1934, Инсектицид «Nicotine» Внешнеторговый рекламный плакат
- 1935, Technoexport. Moscow
- 1937, Советская Армения
- 1937, Искореним шпионов и диверсантов
- 1941, Прогулы ликвидировать полностью

## Участие в выставках
- 1919 год, Москва, XII Государственная выставка «Цветодинамос и тектонический примитивизм»
- 1926 год, Москва, Выставка общества художников «Цех Живописцев». Открыта 19 декабря 1926 г. в Москве в помещении У. Д. Рабпроса (Леонтьевский пер., 4)
- 1932 год, Москва, Выставка «Плакат на службе пятилетки» (Первая Всесоюзная выставка плаката). Открыта в начале 1932 г. в Москве в помещении Государственной Третьяковской галереи.
- 1936 год, Чехословакия, Международная выставка плакатов, касающихся торговли, промышленности, туристического движения, спорта. Открыта в мае 1936 г. в Ужгороде, затем в Праге